# Jastreb
Jastreb je skupno ime dveh konvergentno razvitih skupin, večinoma mrhovinarskih ptic ujed. Poznamo jastrebe Novega sveta, kamor sta vključena tudi kalifornijski in andski kondor, ter jastrebe starega sveta, vključno s pticami, ki se hranijo z mrhovino na afriških planjavah. Raziskave kažejo, da nekatere tradicionalne vrste jastrebov starega sveta (vključno z bradatim jastrebom) niso v bližnjem sorodstvu z drugimi, zato jih tudi delimo na tri taksone namesto dveh. 
Jastrebe novega sveta najdemo v Severni in Južni Ameriki, jastrebe starega sveta pa v Evropi, Afriki in Aziji. Najdemo jih torej na vseh kontinentih, razen v Avstraliji in na Antarktiki.
Zlasti prepoznavna značilnost mnogih jastrebov je gola glava brez običajnih peres. Čeprav je včasih veljalo, da naj bi gola koža na glavi pripomogla pri ohranjanju čistoče ob hranjenju, so raziskave pokazale, da gola koža igra pomembno vlogo pri uravnavanju telesne temperature (termoregulacija). Pri jastrebih je opaženo, da v mrazu sključijo telo in glavo, v vročini pa iztegujejo krila in vrat in na ta način uravnavajo telesno temperaturo.

## Klasifikacija
Jastrebi so razvrščeni v dve ne tesno sorodni skupini: jastrebi starega sveta in jastrebi Novega sveta. Podobnosti med različnima skupinama so posledica konvergentne evolucije.

## Prehranjevanje
Jastrebi redko napadejo zdrave živali, lahko pa ubijejo poškodovane ali bolne. Želodčna kislina teh ptic je izjemno korozivna, kar jim omogoča, da varno prebavijo z nevrotoksini, virusi in bakterijami okužene stare in razpadujoče ostanke živali. V toplejših območjih na Zemlji so za druge mrhovinarje ti ostanki lahko usodni, zato je prisotnost jastrebov pomembna in koristna. Ravno zaradi teh sposobnosti je prebavni sistem jastrebov tema raziskav, ki bi lahko bile koristne tudi za ljudi. Ena izmed teh je sposobnost dezinficiranja trupel glodavcev, ki prenašajo hantavirus, za katerega pa ni ne protivirusne terapije in ne cepiva.

## Ogroženost
Število jastrebov v Južni Aziji, predvsem v Indiji in v Nepalu, se je v zadnjih 10-15 letih drastično zmanjšalo. Do leta 2003 se je njihovo število zmanjšalo za 95 %, v letu 2008 pa je bil upad populacije jastrebov že 99,9%, za kar naj bi bila kriva uporaba veterinarskega zdravila Diclofenac v živinoreji. Ker se jastrebi hranijo tudi z ostanki poginulih živali, zdravljenih s tem zdravilom, se ta prične nabirati v njihovem telesu, ki pa nima potrebnega encima za razgradnjo zdravila. Zastrupitev tako vodi v odpoved ledvic in pogin.
Indijska vlada se je pozno pričela zavedati dejstev in vendarle prepovedala uporabo zdravila pri živalih, kljub prepovedi pa lahko traja desetletja, preden si bo populacija jastrebov popolnoma opomogla. Z istim problemom so se srečali tudi v Nepalu, kjer se trudijo zaščititi preostale jastrebe.
- Beloglavi jastreb med prehranjevanjem.
- Mladi andski kondor.
- Črni jastreb na smetišču.
- Skrajno ogroženi indijski jastreb.
- Beloglavi jastreb v ZOO Ljubljana.